# Grå skenkamelia
Grå skenkamelia, Stewartia serrata är en tvåhjärtbladig växtart som beskrevs av Carl Maximowicz. Stewartia serrata ingår i släktet Stewartia och familjen Theaceae. Inga underarter finns listade i Catalogue of Life.

## Bildgalleri

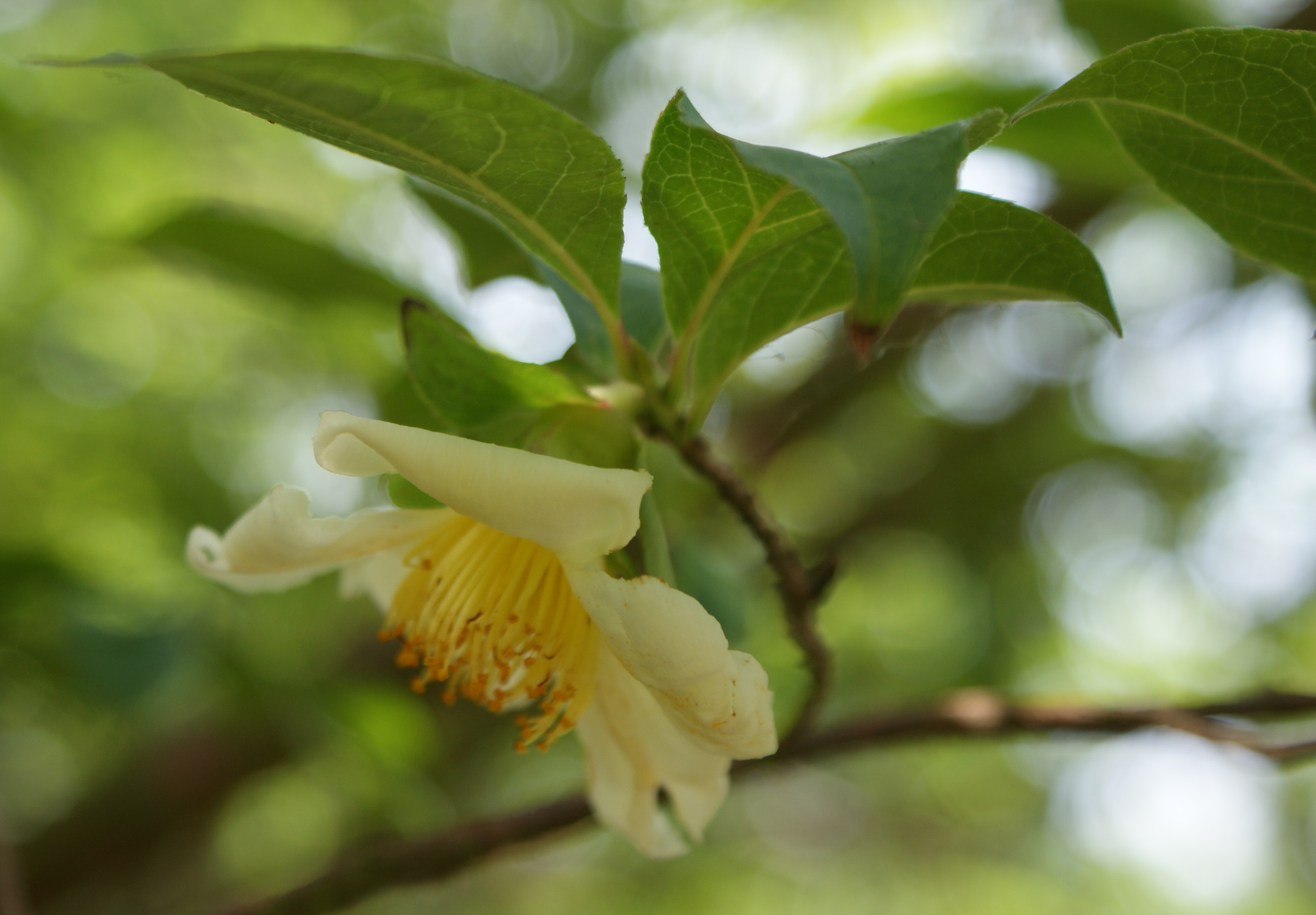
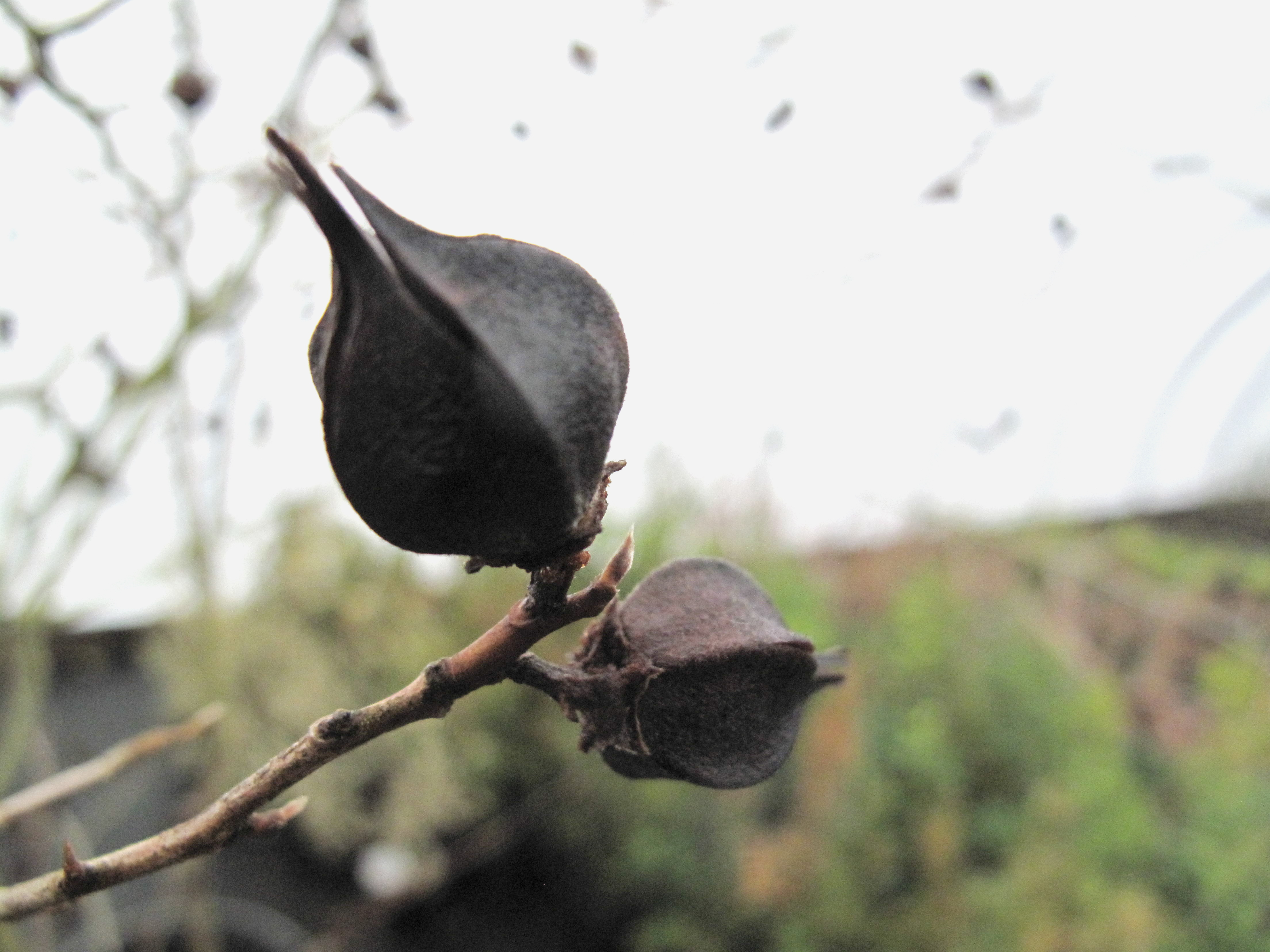
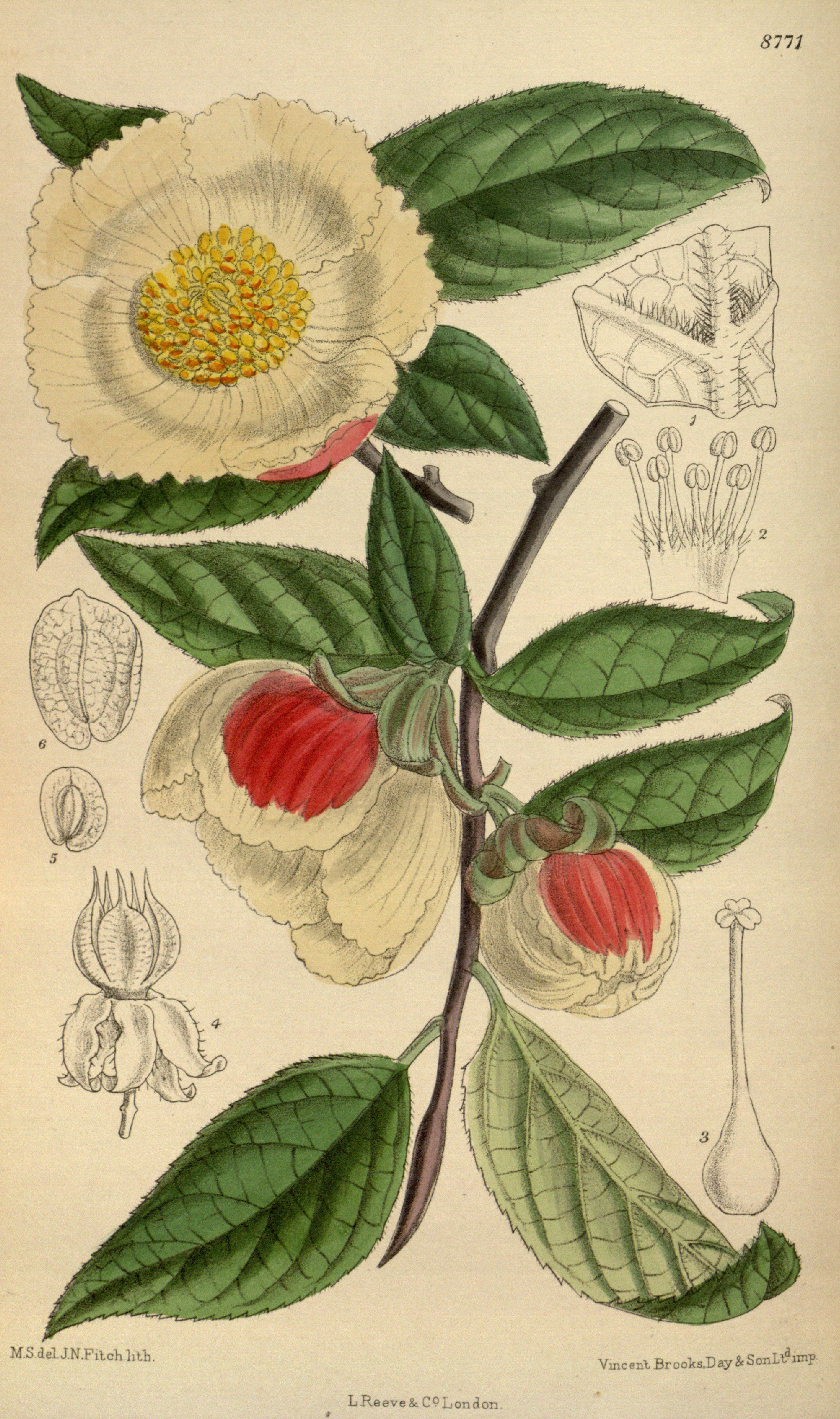